# Albert Kjær

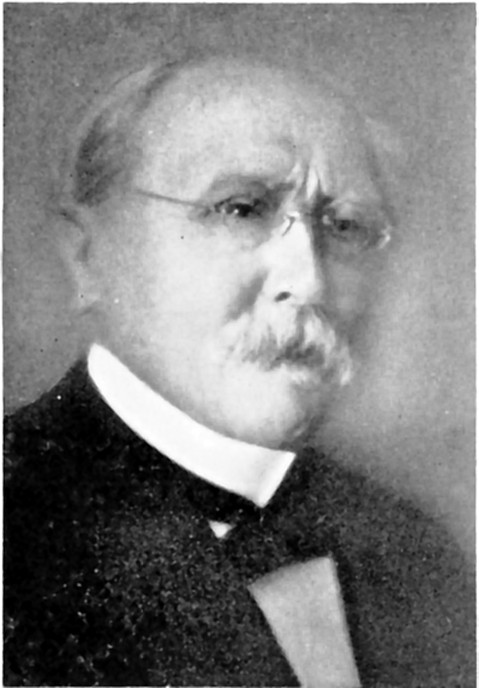
Albert Kjær.

Johan Albert Julius Kjær, född den 26 september 1852 i Bergen, död 1941, var en norsk språk- och biblioteksman.
Kjær tog 1875 språklig-historisk lärarexamen och var därefter anställd vid universitetsbiblioteket i Kristiania. Kjær bearbetade 1880 3:e upplagan av P.A. Munchs Norrøne gude- og heltesagn och utgav flera band av Oluf Ryghs stora verk Norske gaardnavne.